# 구성은
구성은(具聖恩, 1984년 8월 19일 ~ )은 대한민국의 자전거 경기 선수이다. 2007년 세계 도로 자전거 경기 선수권 대회 B에서 개인도로 3위, 도로독주에서 2위를 차지하여, 베이징에서 열리는 2008년 하계 올림픽 출전 자격을 취득했다. 베이징 올림픽 개인도로 경기에서 젖은 도로로 인해 미끄러져 충돌 사고를 당했으나 복귀하여 59위로 경기를 마쳤다.

## 수상
2002
2002년 세계 트랙 자전거 경기 선수권 대회 포인트레이스 주니어 2위
2002년 세계 트랙 자전거 경기 선수권 대회 스크래치 주니어 2위
2004
2004년 UCI 트랙 자전거 경기 월드컵 클래식 스크래치 2위
2005
2005년 아시아 전거 경기 선수권 대회 개인추발 3위
2005년 아시아 전거 경기 선수권 대회 포인트레이스 1위
2007
2007년 세계 도로 자전거 경기 선수권 대회 B 도로독주 2위
2007년 세계 도로 자전거 경기 선수권 대회 B 개인도로 3위
2007년 아시아 전거 경기 선수권 대회 개인도로 3위